# Canton de Puget-Théniers
Le canton de Puget-Théniers est une ancienne division administrative française, située dans le département des Alpes-Maritimes et la région Provence-Alpes-Côte d'Azur.

## Composition
Le canton de Puget-Théniers était composé des communes de :
| Nom                        | Code Insee | Intercommunalité | Population (dernière pop. légale) |
| -------------------------- | ---------- | ---------------- | --------------------------------- |
| Puget-Théniers (chef-lieu) | 06099      | CC Alpes d'Azur  | 1 883 (2014)                      |
| Ascros                     | 06005      | CC Alpes d'Azur  | 171 (2014)                        |
| Auvare                     | 06008      | CC Alpes d'Azur  | 40 (2014)                         |
| La Croix-sur-Roudoule      | 06051      | CC Alpes d'Azur  | 97 (2014)                         |
| La Penne                   | 06093      | CC Alpes d'Azur  | 298 (2014)                        |
| Puget-Rostang              | 06098      | CC Alpes d'Azur  | 133 (2014)                        |
| Rigaud                     | 06101      | CC Alpes d'Azur  | 211 (2014)                        |
| Saint-Antonin              | 06115      | CC Alpes d'Azur  | 109 (2014)                        |
| Saint-Léger                | 06124      | CC Alpes d'Azur  | 69 (2014)                         |

## Histoire
Le canton est créé pour la première fois après la constitution du premier département des Alpes-Maritimes en 1793. Le 28 mars 1793, les commissaires Grégoire et Jagot nommés par la Convention nationale définissent en effet l'organisation du département en vingt cantons dont celui de Puget-Théniers qu'ils rattachent au district de Puget-Théniers,. Il est alors composé des communes de Puget-Théniers, Touët-de-Beuil (aujourd'hui Touët-sur-Var), La Croix (aujourd'hui La Croix-sur-Roudoule), Saint-Léger, Auvare, et Puget-Rostang. Il disparait avec la Restauration sarde en 1814 mais correspond alors quasiment exactement au mandement de Puget-Théniers.
Le canton est recréé après l'annexion du comté de Nice à la France et la création du département des Alpes-Maritimes, par le décret impérial du 24 octobre 1860. Il inclut les communes listées ci-dessus dans Composition à l'exception de Saint-Antonin qui n'est rattaché au canton que par le décret du 11 septembre 1951.
Le canton disparait avec le redécoupage cantonal de 2014, ses communes étant intégrées dans le canton de Vence.

## Représentation

### conseillers généraux de 1860 à 2015
| 1861 | 1870 | Hercule Raybaud Papon                    |              | Capitaine en retraite Maire de Puget-Théniers (1865-1871) |  |  |  |  |
| 1870 | 1880 | Joseph Auquier                           | Droite       | Maire de La Penne (1872-1878) |  |  |  |  |
| 1880 | 1904 | Alexandre Baréty (1844-1918)             | Républicain  | Médecin Maire de Puget-Théniers (1908-1912) Ancien conseiller municipal de Nice |  |  |  |  |
| 1904 | 1910 | Auguste Blanc du Collet                  | Républicain  | Procureur de la République à Digne Maire de Puget-Théniers (1904-1908) |  |  |  |  |
| 1910 | 1940 | Léon Baréty (fils d'A. Baréty)           | RG           | Administrateur de sociétés Député (1919-1942) Sous-secrétaire d'État (1929-1930), ministre (1940) Conseiller municipal de Puget-Théniers (1911-1944) Président du conseil général (1932-1940) |  |  |  |  |
|      |      |                                          |              | |  |  |  |  |
| 1943 | 1945 | François Boyer (1878-1948)               |              | Négociant en pâtes Maire de Puget-Théniers (1919-1945) Ancien conseiller d'arrondissement Nommé conseiller départemental en 1943                                                              |  |  |  |  |
|      |      |                                          |              | |  |  |  |  |
| 1945 | 1949 | Marius Castel (1908-1959)                | PCF          | Cultivateur, employé à l'octroi de Nice |  |  |  |  |
| 1949 | 1955 | René Boyer (1911-1972, fils de F. Boyer) | DVD          | Fabricant de pâtes Conseiller municipal de Puget-Théniers |  |  |  |  |
| 1955 | 1979 | Marcel Isnardy (1906-1980)               | DVG puis SE  | Greffier de justice Conseiller municipal de Puget-Théniers |  |  |  |  |
| 1979 | 1992 | Jean-Pierre Astier                       | PCF          | Agriculteur à Puget-Théniers |  |  |  |  |
| 1992 | 2015 | Robert Velay                             | RPR puis UMP | Boucher Maire de Puget-Théniers (1995-2020) |  |  |  |  |

### Conseillers d'arrondissement (de 1860 à 1940)
Le canton de Puget-Théniers avait deux conseillers d'arrondissement.
| av. 1869 | 1877         | Alexandre-César Ginésy |             | Notaire à Puget-Théniers                                |
| 1877 |              | M. Ollivier            | Républicain |                                                         |
| Les données manquantes sont à compléter.                                                                    |              |                        |             |                                                         |
| | 1897 (décès) | M. Faraud              |             |                                                         |
| |              |                        |             |                                                         |
| 1913 | 1919         | Charles-Claude Viborel |             | Huissier, maire de Puget-Théniers                       |
| 1919 | 1922         | Angelin Raybaud        | DVG         | Maire d'Ascros (1919-1939)                              |
| 1922 | 19..         | Charles-Claude Viborel |             | Huissier, maire de Puget-Théniers                       |
| 1925 | 1940         | François Boyer         |             | Négociant en pâtes, maire de Puget-Théniers (1919-1945) |
| Les conseils d'arrondissement ont été suspendus par la loi du 12 octobre 1940 et n'ont jamais été réactivés |              |                        |             |                                                         |

## Démographie
| 1962  | 1968  | 1975  | 1982  | 1990  | 1999  | 2006  | 2011  | 2012  |
| ----- | ----- | ----- | ----- | ----- | ----- | ----- | ----- | ----- |
| 2 055 | 2 125 | 2 037 | 2 123 | 2 478 | 2 386 | 2 885 | 2 956 | 3 005 |